# 파나티나이코스 FC
파나티나이코스 아틀리티코스 오밀로스(그리스어: Παναθηναϊκός Αθλητικός Όμιλος, "범(汎)아테네 체육 클럽")는 아테네를 연고로 하는 그리스의 프로 축구 클럽이다. 파나티나이코스는 "범(汎)아테네"로 해석이 된다.
1908년에 창단된 이 클럽은 수페르리가 엘라다에 속해 있으며 가장 오래되었으며 동시에 가장 성공적인 그리스 축구 클럽으로 손꼽힌다. 이 클럽은 그리스 리그를 20차례 그리스 컵을 20차례 그리스 슈퍼컵을 5차례 (비공식 2회 공식 3회) 우승했으며, 1번의 트레블과 8차례 더블을 달성했다. 그 외에도 범그리스 리그 (1927년 이전에 개최된 알파 에트니키의 전신)을 6번 SEGAS 컵을 2번 우승했다. 파나티나이코스는 유럽대항전 성과를 기준으로 가장 성공적인 그리스 클럽이다. 파나티나이코스는 유럽피언컵 (UEFA 챔피언스리그의 전신) 결승전에 진출한 경험이 있는 유일한 그리스 클럽이며 준결승전에도 1984-85 시즌과 1995-96 시즌에 두 차례 진출했었다. 또한 1971년에 인터콘티넨털컵에 참가했던 유일한 그리스 클럽이기도 하다. 더 나아가서 UEFA 챔피언스리그에서 8강을 두 차례 더 (1991-92 시즌과 2001-02 시즌) 진출했고 UEFA컵 8강도 두 차례 (1987-88 시즌과 2002-03 시즌) 올랐다. 1977년 파나티나이코스는 발칸컵을 우승했다.
다수의 연구 및 설문 조사 결과에 따르면 파나티나이코스는 그리스에서 두번째로 인기 있는 클럽이다.
파나티나이코스 FC는 아테네를 연고로 하는 종합 스포츠 클럽인 파나티나이코스 아틀리티코스 오밀로스 (ΠΑΟ)의 축구 부서이다. 1979년 축구 부서는 프로팀이 되어 독립했다. 파나티나이코스는 홈경기를 전통적인 홈구장으로 간주되는 아포스톨로스 니콜라이디스 경기장에서 치렀다.
클럽은 오랜 기간 동안 올림피아코스와 라이벌 관계를 유지하고 있으며 두 팀간의 더비전은 "영원한 적들의 더비"로 불린다.

## 역사

### 축구 클럽 아테네

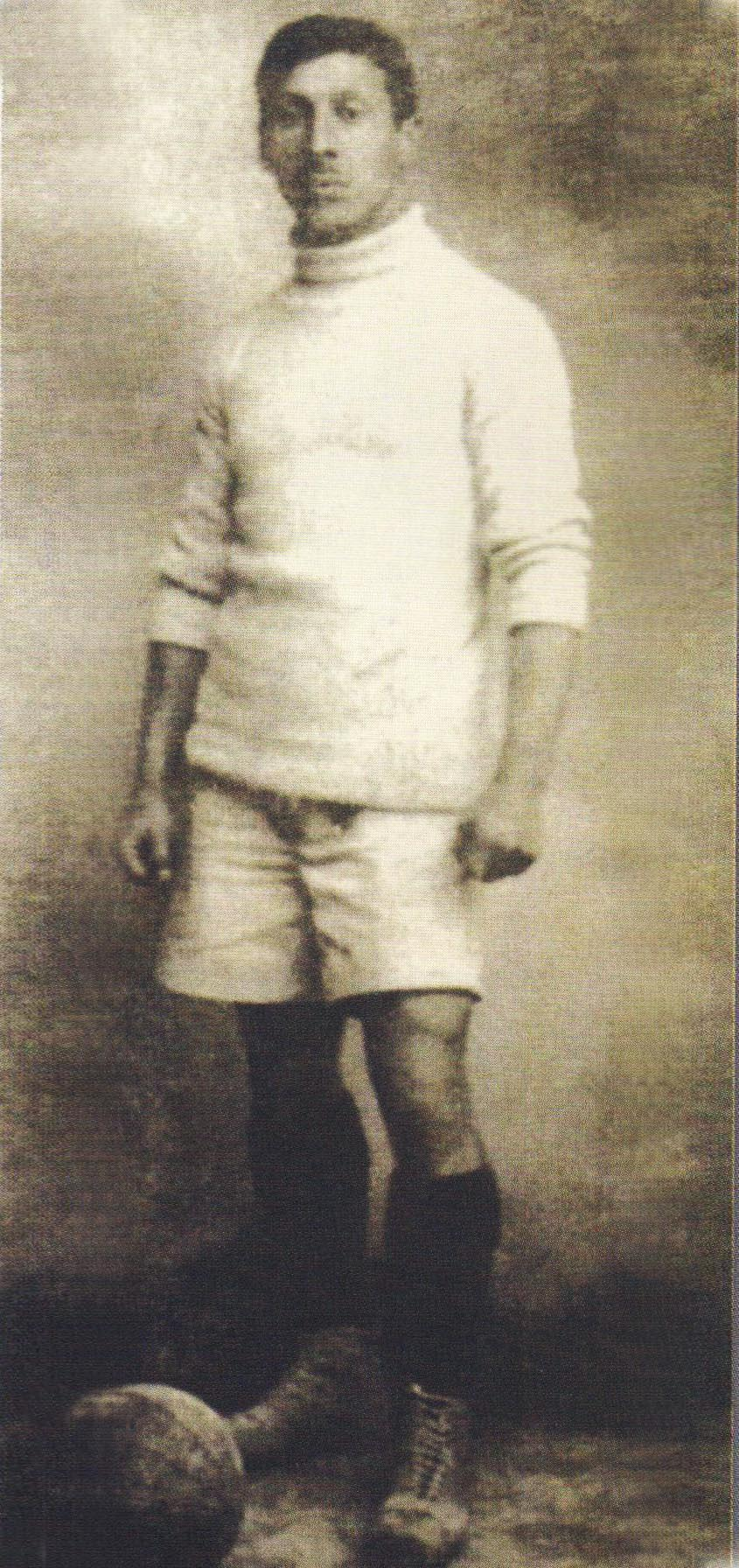
파나티나이코스 창립자 요르고스 칼라파티스.

공식 클럽 역사에 따르면, 파나티나이코스는 1909년 2월 3일, 요르고스 칼라파티스에 창단되었는데, 그는 파넬리니오스 김나스티코스 실로고스가 축구 부서의 해체를 결정하자 40명의 선수들이 클럽으로부터의 독립을 결정해 창단되게 되었다. 클럽이 창단될 당시 명칭은 축구 클럽 아테네 (Ποδοσφαιρικός Όμιλος Αθηνών, ΠΟΑ)였다. 팀의 색상은 적색과 백색으로, 최초 홈구장은 파티시온 로에 있었다. 옥스퍼드 동문의 존 시릴 캠벨이 감독으로 내정되었다. 그는 그리스 클럽의 감독을 맡는 첫 외국인 감독이 되었다.

### 범그리스 축구 클럽

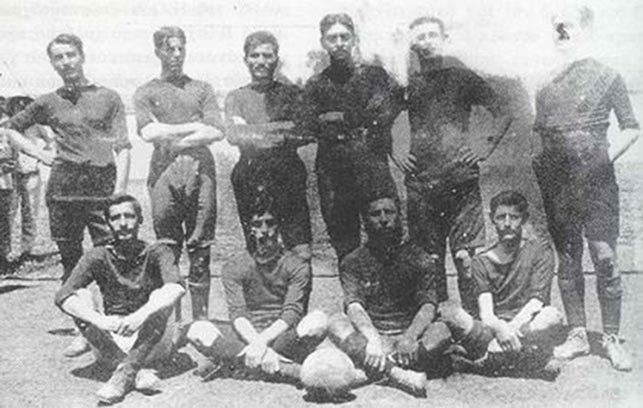
1908년 초창기 팀

1910년, 보드진들간의 갈등 후, 칼라파티스는 캠벨 감독과 함께 다수의 선수들과 함께 축구 클럽 아테네를 떠나 아메리키스 광장에 새 구장을 마련했다. 이후, 클럽의 명칭은 범그리스 축구 클럽 (Πανελλήνιο Ποδοσφαιρικός Όμιλος, ΠΠΟ)으로 개명되었고, 색상이 녹색과 백색으로 변경되었다. 1914년, 캠벨은 잉글랜드로 귀향했으나, 클럽은 미할리스 파파조글루, 미할리스 로코스, 그리고 루카스 파누르야스와 같은 선수들을 보유하였고, 이미 그리스 축구 최고의 클럽으로 거듭나기 시작했다.
1918년, 범그리스 축구 클럽은 미할리스 파파조글루의 제안에 따라 토끼풀을 로고로 쓰기 시작했다. 1921년과 1922년 사이 아테네-피레아스 축구 클럽 협회는 제1차 세계 대전 종전 후, 처음 두 차례의 리그를 개최했고, 두 차례 모두 범그리스 축구 클럽이 우승을 거두었다. 이 시기에, 클럽은 파티시온 로와 아메리키스 광장에 있는 구장들이 규모만큼 커지지 못했는데, 이는 다른 스포츠 부서의 확장으로 야기되었고, 페리볼라 지역의 알렉산드라스 가에서 새 구장을 건설할 공터를 물색했다. 아테네 시의회와의 긴 협상 끝에, 1922년, 클럽은 레오포로스 (Λεωφόρος, 그리스어로 "가"를 뜻함) 건설 허가를 받았다.

### 범아테네 체육 클럽

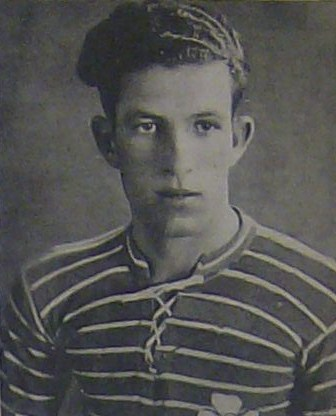
미미스 피에라코스 (1906-1940)

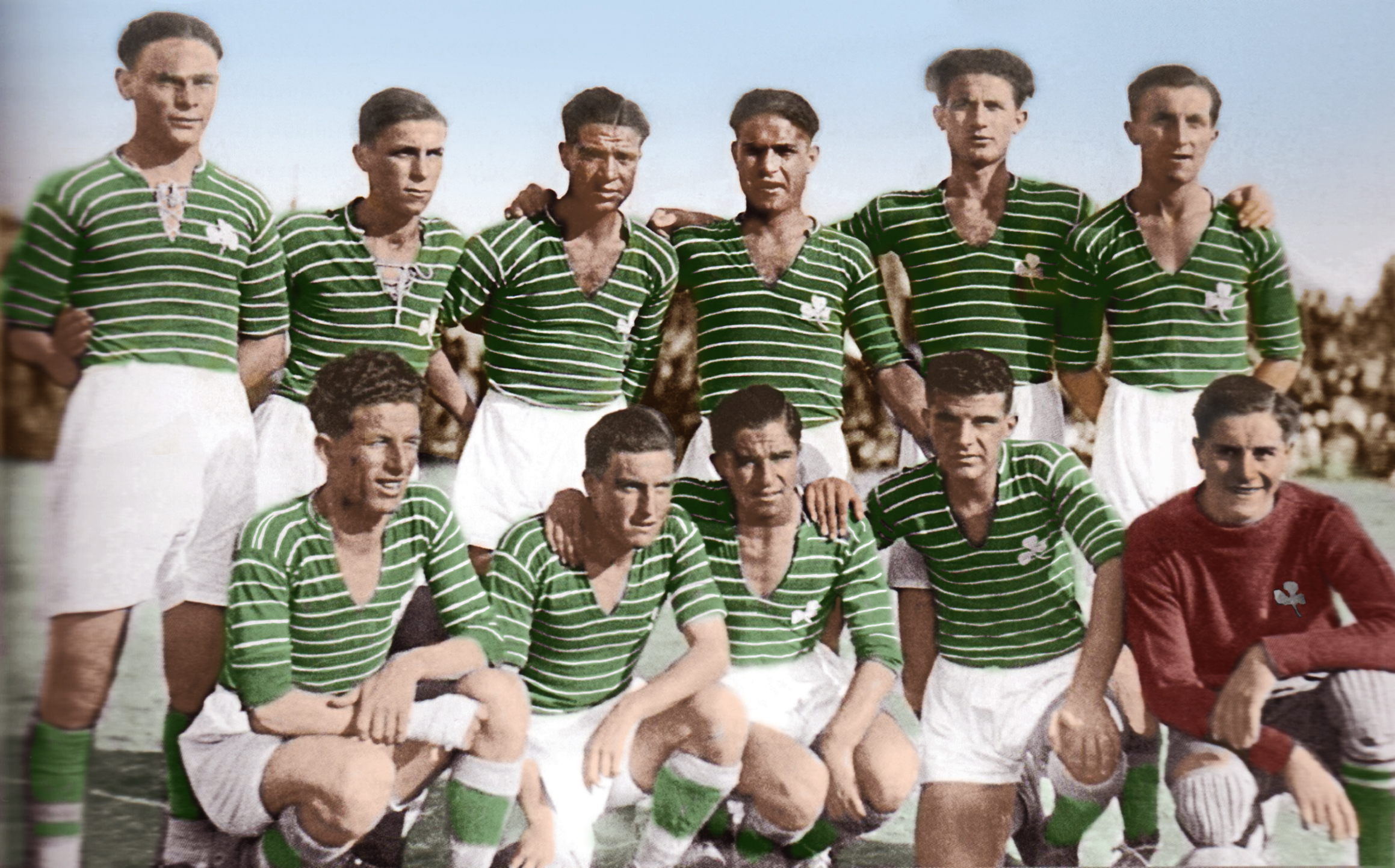
1930년 우승 스쿼드

영구적인 홈구장으로의 이전과 동시에 - 현재까지 이어지는 - 명칭인 범아테네 체육 클럽(Παναθηναϊκός Αθλητικός Όμιλος, ΠΑΟ)으로 1924년 3월 15일에 구단 명칭이 개칭되었다. 그러나, 이 결정은 이미 1922년에 내려졌다.
1926년, 그리스 축구 협회가 초대 범그리스 리그를 출범시켰고, 이듬해부터 리그를 관리하기 시작했다.

#### 1930년대 명선수들
파나티나이코스는 요제프 퀸츨러의 지도 하에 팀의 스타 선수인 앙겔로스 메사리스를 중심으로 1929-30 시즌을 우승했다. 이 제1차 세계대전 이후 시대의 주요 선수로는 안토니스 미야키스, 디오미디스 시메오니디스, 미미스 피에라코스, 스테파노스 피에라코스 등이 있었다. 파나티나이코스는 라이벌 올림피아코스를 8-2로 격파했는데, 이는 라이벌을 상대로 팀이 기록한 역대 최다 점수차 승리이다.
1931년, 아포스톨로스 니콜라이디스와 메사리스간 2년동안 지속된 심각한 불화로 인해 비생산적인 시기로 이어졌다. 같은 시기, 그리스 축구 협회가 그리스 컵을 1932년에 출범시켰다. 녹색 군단이 제2차 세계 대전 이전에 거둔 영광의 순간은 1940년, 아리스를 3-1로 꺾고 컵대회 첫 우승을 거둔 때였다.
1965년까지, 파나티나이코스는 8차례 리그를 우승 (1929-30, 1948-49, 1952-53, 1959-60, 1960-61, 1961-62, 1963-64, 1964-65) 과 3차례 컵 우승 (1939-40, 1947-48, 1954-55) 을 거두었다. 1964년, 파나티나이코스는 스체판 보베크 감독의 지휘 하에 타키스 루카니디스, 반겔리스 파나키스, 그리고 미미스 도마조스 등의 위대한 선수들이 협력하여 알파 에트니키 무패 우승을 달성했다. 파나티나이코스는 그리스 리그 역사상 무패우승을 거둔 유일한 팀이다. 더 나아가서, 1968-69 시즌과 1969-70 시즌에는 리그를 연속으로 우승했고, 1966-67 시즌과 1968-69 시즌에는 그리스 컵을 2번 더 우승했다.

#### 유러피언컵 1970–71 준우승

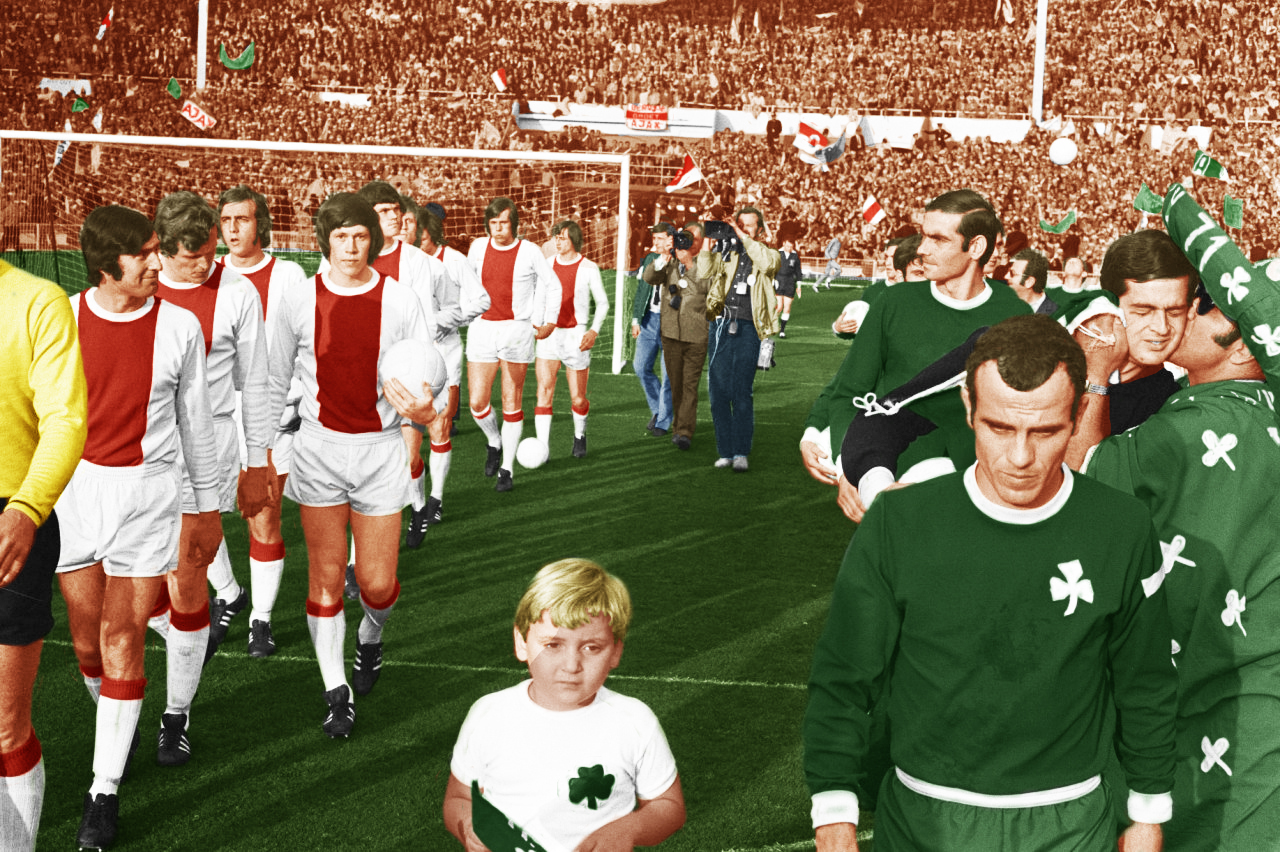
아약스를 상대한 1971 유러피언컵 결승전의 선수단

1971년, 저명한 푸슈카시 페렌츠 감독의 지도 하에, 파나티나이코스는 유러피언컵 1970-71 결승전까지 올랐으나, 웸블리 스타디움에서 열린 아약스와의 결승전에서 0-2로 패하였다. 결승에 오르는 과정에서, 파나티나이코스는 죄네스 에슈, 슬로반 브라티슬라바, 에버턴, 레드 스타 베오그라드를 꺾었다. 당대 활약했던 주요 선수로는 전 주장 미미스 도마조스, 안티모스 카프시스, 아리스티디스 카마라스, 코스타스 엘레프테라키스, 토티스 필라쿠리스, 그리고 타키스 이코노모풀로스 수문장과 바실리스 콘스탄티누가 있었다. 안토니스 안토니아디스는 10골을 득점해 이 시즌 유러피언컵의 득점왕이 되었다.
같은 해, 파나티나이코스는 인터콘티넨털컵에 출전 (아약스가 출전 거부를 했다.) 하였고, 나시오날에게 패하였다. (홈에서 1-1, 원정에서 1-2)
그리스 축구의 아마추어 시대 말기, 녹색 군단은 1971-72 시즌에 리그를 우승했고, 1976-77 시즌에는 더블을 달성했다. 이 시기에 클럽이 맞이한 중요한 순간으로는 1977년 발칸컵 우승이었다.
70년대말에 클럽에서 활동했던 주요 선수로는 후안 라몬 베론, 아라킴 지 멜루, 그리고 오스카르 마르셀리노 알바레스가 있었다.

### 요르고스 바르디노얀니스 시대

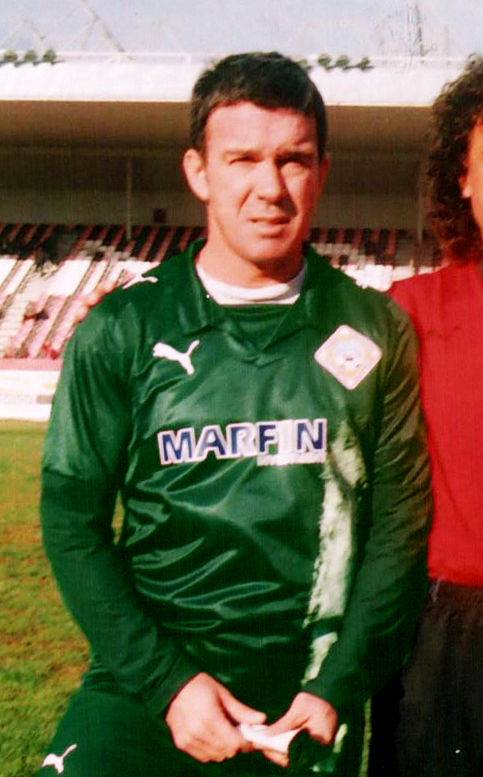
UEFA컵 1987-88의 득점왕인 디미트리스 사라바코스는 클럽 역사상 최고의 선수들 중 한명으로 손꼽힌다.

1979년, 그리스에 프로 축구가 도입되었다. 정유, 석유 시추, 언론, 그리고 엔터테인먼트 재벌로 알려진 바르디노얀니스 가문은 범아테네 체육 클럽의 축구부를 인수했고, 요르고스 바르디노얀니스가 회장으로 취임했다. 파나티나이코스는 1980년에 여자 축구 부서를 창단한 최초의 클럽으로 이름을 올렸으나, 이 부서는 현존하지 않는다.
전환기는 몇년간 지속되었으나, 1981-82 시즌에 그리스 컵을 우승하면서 프로 축구 도입 이후로는 처음으로 트로피를 획득했고, 원래의 명성을 되찾아 리그를 2차례 (1983-84, 1985-86) 우승했고, 그리스 컵을 4차례 (1983-84, 1985-86, 1987-88, 1988-89) 더 우승했고, 그리스 슈퍼컵도 1988년에 한차례 우승했다.

#### 유러피언컵 1984–85 4강
1984-85 시즌, 파나티나이코스는 야체크 모흐 감독의 지휘 하에 디미트리스 사라바코스, 밀리미르 자예치, 그리고 후안 라몬 로차 등의 거물들을 앞세워 유럽대항전에서 인상적인 활약을 펼쳤는데, 페예노르트, 린필드, 예테보리를 차례로 격퇴하고 유러피언컵 준결승전까지 올라갔다. 1987-88 시즌에는 유벤투스, 오세르, 그리고 부다페스트 혼베드를 누르고 UEFA컵 8강까지 올라갔다.
1990년대에 들어, 클럽은 국내 및 국제 대회에서 더 많은 성공을 거두어 들였다. 그리스 리그를 4차례, (1989-90, 1990-91, 1994-95, 1995-96) 그리스 컵을 4차례, (1990-91, 1992-93, 1993-94, 1994-95) 그리고 그리스 슈퍼컵을 두 차례 (1993, 1994) 우승했다.
1991-92 시즌, 녹색 군단은 유러피언컵 8강에 진출해 유럽대항전 최초의 조별 리그에 참가했다.

#### UEFA 챔피언스리그 1995–96 4강
1995-96 시즌, 후안 라몬 로차 감독의 지휘 하에 크시슈토프 바지하와 후안 호세 보레이와 같은 주요 선수들을 앞세워, 파나티나이코스는 UEFA 챔피언스리그 준결승전까지 올라 아약스를 상대해 1차전에서 1-0 깜짝승을 거두었다. 그러나, 2차전에서 0-3의 참패를 당한 클럽은 결승전 재진출이 무산되었다. 이 해를 시작으로 클럽은 오랜 기간 동안 우승하지 못하였다.

### 21세기 초

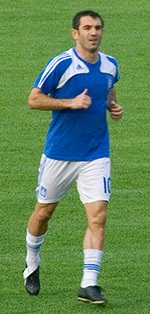
파나티나이코스와 그리스 국가대표팀 전 주장인 요르기오스 카라구니스

2000년 여름, 요르고스 바르디노얀니스가 회장직에서 물러나 자신의 지분을 조카인 얀니스 바르디노얀니스에게 내 주었고, 클럽 관리 방식이 바뀌었다. 얀니스 키라스타스가 팀의 감독으로 내정되었다.
세르히오 마르카리안이 감독으로 취임했을 때, 파나티나이코스는 UEFA 챔피언스리그 2001-02에서 8강까지 올라갔으나, 바르셀로나에 패해 탈락했다. 2002-03 시즌, 팀은 라이벌 구단 올림피아코스와의 리그 두 경기에서 패하였다. 같은 시즌, 유럽대항전에서 녹색 군단은 나중에 우승을 차지한 포르투와의 8강전에서 탈락했다. 이 시대에 활약했던 주요 선수로는 타키스 피사스, 요르기오스 카라구니스, 안토니오스 니코폴리디스, 앙겔로스 바시나스, 니코스 리베로풀로스, 미할리스 콘스탄티누, 유르카스 세이타리디스, 소티리오스 키르기아코스, 파울루 소자, 고란 블라오비치, 레네 헨릭센, 요나스 콜카, 얀 미샤엘센, 그리고 이매뉴얼 올리사데베가 있었다.
이트자크 슘이 신임 감독으로 부임한 후, 파나티나이코스는 2003-04 시즌에 10년만에 더블을 달성했다. 에세키엘 곤살레스, 루시안 슨머르테안, 그리고 마쿠스 뮌흐 등의 선수들이 2003년 여름 이적 시장에 영입되었다. 그러나, 슘 감독은 다음 시즌 초반에 뜻밖의 경질 통보를 받았다. 즈데네크 슈차스니가 그의 후임 감독으로 임명되었다.

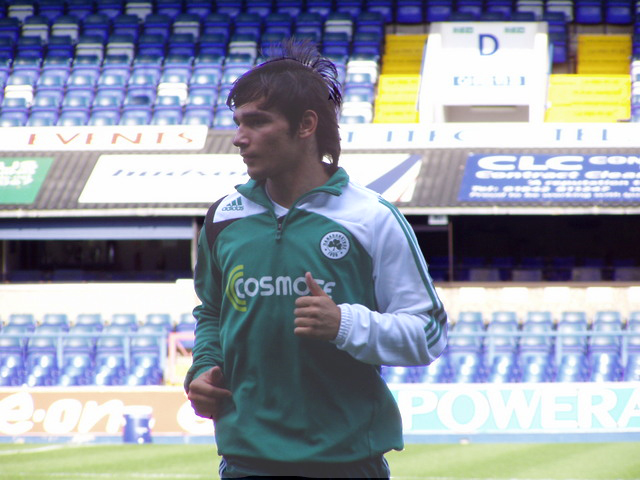
소티리스 니니스

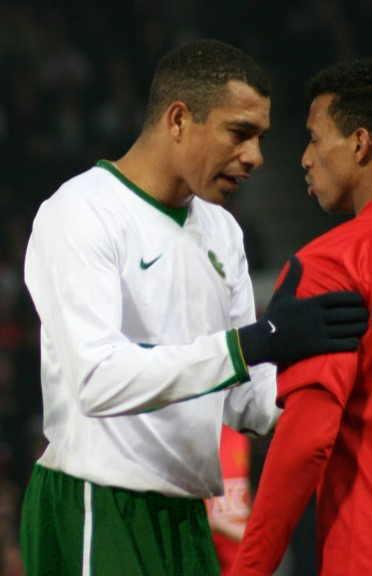
지우베르투 시우바

2005년, 팀 선수단에 큰 변화가 생겼다. 앙겔로스 바시나스나 미할리스 콘스탄티누와 같은 스타 선수들이 팀을 떠났고, 플라비우 콘세이상과 이고르 비슈찬이 영입되었다. 슈차스니는 지휘봉을 알베르토 말레사니에게 넘겼다. 2006-07 시즌이 시작될 때, 말레사니가 클럽을 떠났고, 그의 자리는 한스 바케의 몫이 되었으나, 취임 3달 만에 클럽을 떠났다. 빅토르 무뇨스가 그 다음에 감독이 되었다. 2007-08 시즌, 파나티나이코스는 주제 페사이루를 감독으로 내정했다.

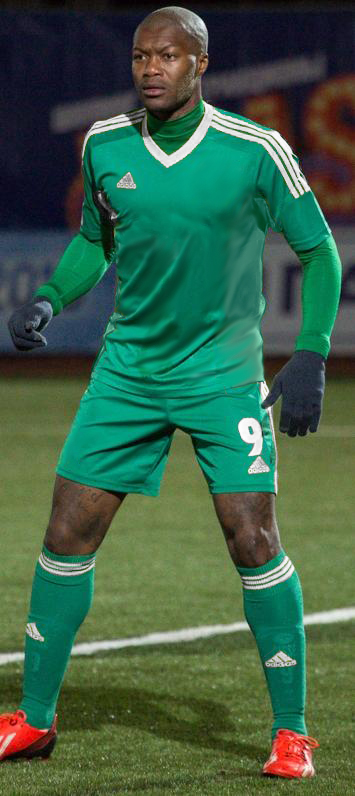
지브릴 시세는 수페르리가 엘라다에서 2시즌 연속으로 득점왕이 되었다.

2008년 4월 22일, 대지주 얀니스 바르디노얀니스는 기자 회견에서 가문의 €80M의 사 자본 가치 증가를 통해 지분을 50%로 줄일 것을 발표했는데, 이는 바르디노얀니스 가문이 클럽을 완전 인수한지 30년만에 일어난 사건이었다. 지분액의 증가와 관한 협상에서, 바르디노얀니스 가문은 56%의 지분을 소유하게 되었고, 아마추어 클럽이 10%, 나머지 34%를 소지주 (안드레아스 게노풀로스, 파블로스 얀나코풀로스, 아다만티오스 폴레미스, 그리고 니코스 파테라스와 같은 주 투자자들 위주) 가 갖게 되었다.
2008년의 대변혁 후, 파나티나이코스는 헹크 텐 카터를 감독으로 내정해 아스널의 지우베르투 시우바와 플루미넨시의 가브리에우와 같은 고액의 선수들을 영입했다. 2008-09 시즌, 녹색 군단은 UEFA 챔피언스리그 16강 진출을 달성하며, 아직 유럽 무대에서 건재함을 과시했다. 그러나, 수페르리가 엘라다에서 정규 시즌에 3위라는 실망스러운 성적을 거두었으나, 플레이오프 미니리그에서 준우승을 차지했다.
2009-10 시즌에 파나티나이코스는 성공을 거두었다. 여름 이적시장에서, 클럽은 지브릴 시세를 마르세유에서 코스타스 카추라니스를 벤피카에서, 세바스티안 레토를 리버풀에서 영입하였고, 다수의 선수들을 포함해 총 €35M 이상을 지출했다. 헹크 텐 카터가 12월에 떠난 후, 니코스 니오플리아스가 감독이 되었다. 팀은 UEFA 유로파리그에서 16강에 올랐고, 수페르리가 엘라다와 그리스 컵 (아리스와의 결승전에서 승리) 을 모두 석권했다.
2011년, 재정난으로 인해, 파나티나이코스는 예산 삭감을 목적으로 지브릴 시세를 €5.8M에 라치오로 매각했고, 주전 골키퍼 알렉산드로스 초르바스를 팔레르모로 매각해야 했다. 퀸시 오우수-아베이, 투셰, 비톨로, 그리고 제카와 같은 선수들이 팀에 합류했다. 클럽의 회장 또한 변경되었는데, 디미트리스 곤티카스가 새 회장으로 당선되었다. 파나티나이코스는 오덴세에게 합계 4-5로 패하면서 UEFA 챔피언스리그 조별 리그 본선행이 좌절되었다.

### 범아테네 연합의 출범
파나티나이코스는 2012년 3월 18일, 파나티나이코스-올림피아코스 더비전에서 훌리건의 격렬한 난동으로 계속 내리막길을 걸었다. 보드진 전체가 업무를 그만둠에 따라 파나티나이코스는 약 2달간 수뇌부가 없는 상태로 운영되었다. 그러나, 얀니스 알라푸조스 스카이 TV 회장은 바르디노얀니스의 지분 (54.7%) 을 인수해, 이를 그리스 내의 팬들에게 개방해 클럽 활동에 참가해, 파나티나이코스가 위기에서 벗어나기 위한 계획을 세웠다. 20명의 새 보드진들이 당선되고, 디미트리스 곤티카스가 회장으로 재선되면서 그의 계획이 효과가 있는 것처럼 보였으나, 팬들이 파나티나이코스의 도움 요청에 어떻게 응할지 주시해야만 했다.
2012년 7월 2일, 범아테네 연합이 대중에 개방되었고, 모두가 원한 만큼 공헌해 이득을 취할 수 있게 되었다. 운영 몇주 후, 8,606명의 회원이 가맹했고, 일부 몇명은 전 파나티나이코스 선수들이었다. (붐송, 니니스, 지우베르투 시우바, 시세 등)
2012년 7월 18일은 파나티나이코스 역사에 남을 날이 되었는데, 얀니스 바르디노얀니스가 그의 지분인 54.7%를 파나티나이코스의 범아테네 연합에게 넘겼고, 그에 따라 클럽은 새로운 시작을 맞이하게 되었고, 팬들이 클럽의 조종간을 잡게 되었다. 범아테네 연합의 첫 시즌은 대대적인 참사 외에는 없었다. 아직 재정난을 극복하는 과정에서, 파나티나이코스는 리그를 6위로 마쳐 16년만에 처음으로 유럽대항전 진출이 좌절되었다.
2013-14 시즌, 회원수가 9,305명으로 증가했고, 이들이 €2,580,836만큼 공헌했다.
| 시즌    | 회원 수 | 증가율 | 공헌       |
| ------- | ------- | ------ | ---------- |
| 2012–13 | 8.606   | -      | €2.325.608 |
| 2013–14 | 9.305   | 8,12%  | €2.580.836 |

2013-14 시즌의 시작과 함께 팬들과 기자들은 파나티나이코스가 성공적인 시즌을 보낼 전망을 비관적으로 내다보았고, 다수는 팀이 강등당할 가능성도 있다고 예상했다. 2013년 5월, 얀니스 아나스타시우가 감독으로 취임했다. 아나스타시우는 파나티나이코스 유소년팀을 거친 젊은 선수들과 경험 많은 외국인 선수들이 조화를 팀을 이루어 부흥하는 것을 계획으로 잡았다. 초기에 비관적인 전망에도 불구하고, 파나티나이코스 팬들은 팀이 어렵게 시작하는 가운데에도 지지했고, 클럽의 심각한 재정난과 젊고 검증되지 못한 선수들로 이루어진 팀 치고는 대성공의 시즌을 보냈다. 파나티나이코스는 정규 시즌을 4위로 마친 후, 플레이오프에서 준우승을 차지했고, (그에 따라 UEFA 챔피언스리그 진출권을 확보했다.) 마르쿠스 베리가 팀의 주 득점원으로써 동료들에게 힘이 되었다. 파나티나이코스는 PAOK전에서의 4-1 승리 후 그리스 컵을 우승했다.

## 홈구장 및 시설

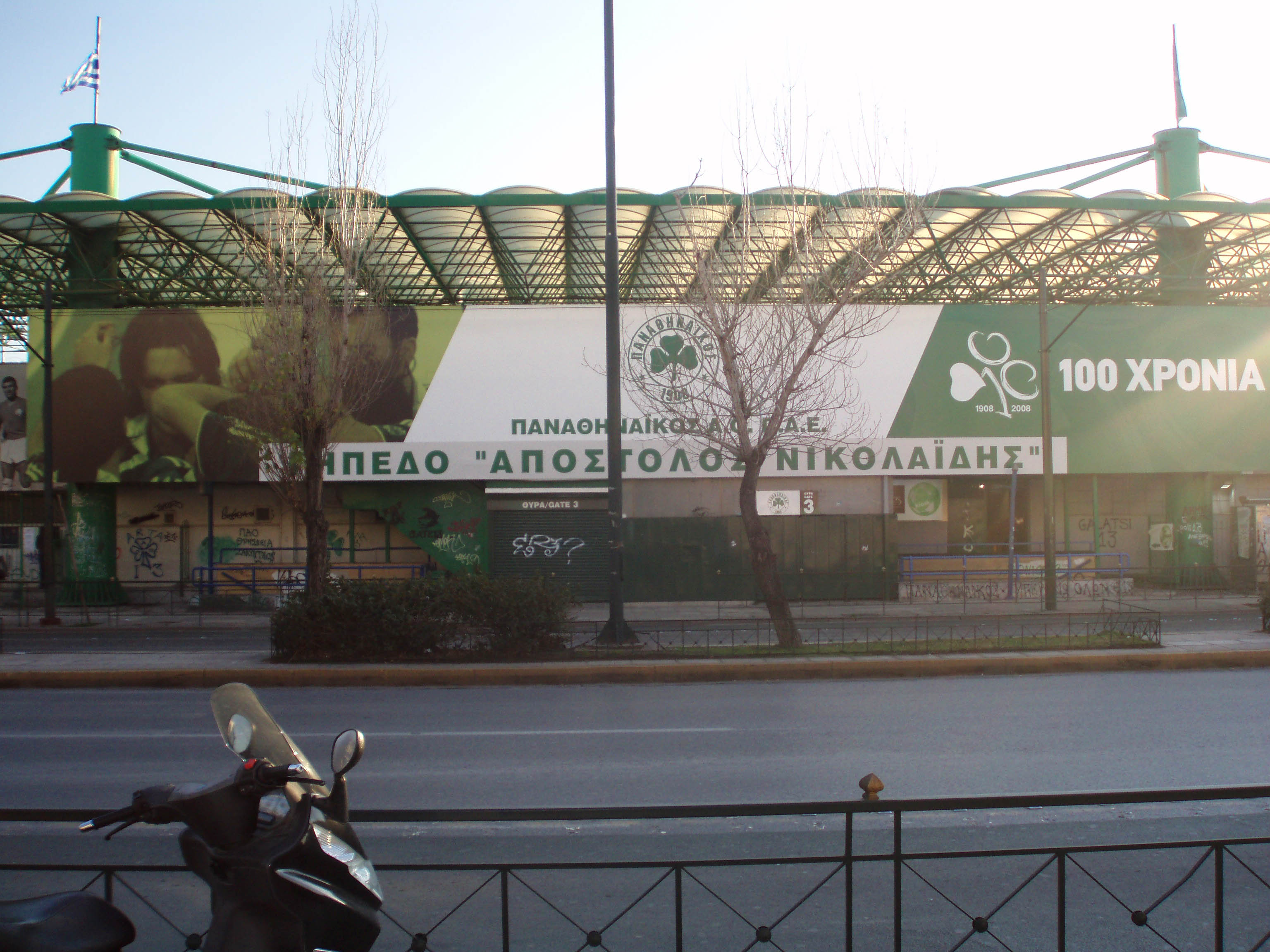
아포스톨로스 니콜라이디스 경기장 (레오포로스)

1920년대를 기점으로 파나티나이코스의 전통적 홈구장은 아테네 암펠로키포이 구에 위치한 아포스톨로스 니콜라이디스 경기장이었다. 이 경기장은 알렉산드라스 가에 위치해 있으며, 흔히 레오포로스 ("가"를 뜻한다) 로 지칭되고 있다. 이 경기장은 그리스에서 가장 유서 깊은 구장으로 손꼽히며, 그리스 국가대표팀의 홈구장으로 오랜 기간 동안 사용되었으며, (가장 최근에 사용된 것은 UEFA 유로 2004 예선전 때였다) 파나티나이코스와 라이벌 관계가 있는 AEK와 올림피아코스를 여러 차례 수용하기도 했다.
파나티나이코스는 1984년에 레오포로스를 떠나 새로 지어진 스피로스 루이스로 이전했다. 2000년, 앙겔로스 필리피디스 구단 회장은 €7M을 들여 리모델링이 완료된 아포스톨로스 니콜라이디스 경기장으로의 재이전을 발표했다. 경기장 수용 인원은 25,000명에서 16,620명으로 축소되었고, 새 탈의실과 모듈식 지붕이 UEFA 표준 규정에 부합하도록 만들어졌으나, 2004년에 강화된 규정이 나와 UEFA 주관 경기를 유치하기 위해 아포스톨로스 니콜라이디스 경기장의 확장이 다시 필요하게 되었다. 이 규정은 지역적인 문제가 수반되어, 팀은 새로 제안된 보타니코스 아레나가 지어질 때까지 스피로스 루이스로 또다시 복귀하게 되었다. 기존의 레오포로스 구장은 철거되어 공원으로 조성될 예정이다. 전설적인 13번 출입구 (Θυρα 13) 서포터 조직이 위치했던 서쪽의 구석 스탠드는 보존되어 파나티나이코스의 소규모 박물관으로 사용될 예정이다.
2007년 1월 27일, 파나티나이코스 보드진은 2007-08 시즌의 수페르리가 엘라다와 UEFA컵 홈경기에서 아포스톨로스 니콜라이디스 경기장을 재사용하기로 결정했다. 또한, 클럽 보드진은 잔디를 새로 깔고, 좌석을 교체하고, 기자회견실과 화장실 리모델링을 결정했다고 덧붙였다.
2013년 10월 기준, 클럽과 국내 재정 문제로, 보타니코스 아레나의 건설이 중단되었고, 그에 따라 아포스톨로스 니콜라이디스 경기장의 철거 계획이 보류되었다. 스피로스 루이스를 홈구장으로 5년 더 사용한 후, 팀은 전통적인 홈구장에 다시 복귀했다.
| 경기장                           | 수용 인원 | 연도                                          |
| -------------------------------- | --------- | --------------------------------------------- |
| 아포스톨로스 니콜라이디스 경기장 | 16,003    | 1923–1984 1988–1989 2000–2005 2007–2008 2013– |
| 스피로스 루이스                  | 69,618    | 1984–1988 1989–2000 2005–2007 2008–2013       |

파이아니아 훈련 구장은 그리스에서 손꼽히는 최고의 스포츠 센터로, 1981년을 기점으로 파나티나이코스의 홈구장으로 사용되었다. 클럽 아카데미가 재조직되었을때, 국내 최고의 클럽들 중 하나로 손꼽히게 되었고, 팀의 1군과 국가대표팀에 주요 선수들 (카라구니스, 바시나스, 키르기아코스, 니니스 등) 을 공급했다. 2013년, 클럽은 파이아니아에서 클럽이 운영하는 새 훈련 구장으로의 이전을 결정했다. 코로피에 위치한 게오르요스 칼라파티스 스포츠 센터는 파나티나이코스와 그 유소년 아카데미의 새 훈련구장으로 사용되고 있다.

## 서포터

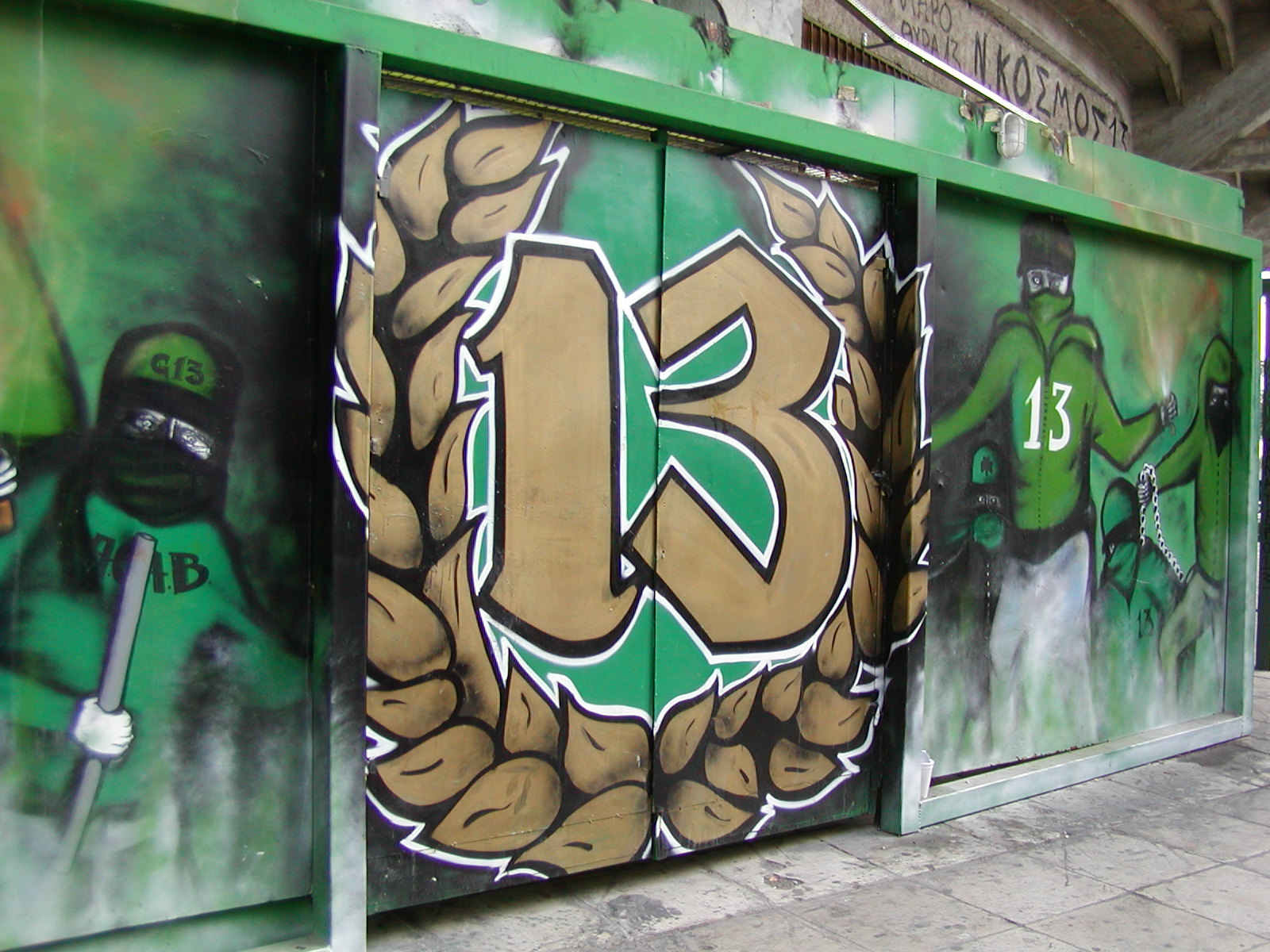
13번 출입구의 그라피티

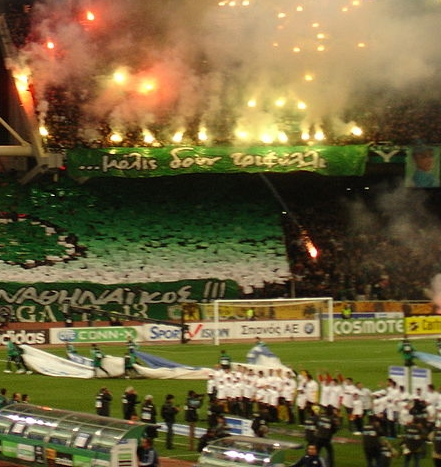
스피로스 루이스에 웅집한 파나티나이코스 팬들

최근 설문 조사에 따르면, 파나티나이코스는 그리스에서 2번째로 인기있는 구단으로 전체 인구의 30.2%가 클럽을 지지하고 있다. 파나티나이코스는 그리스 전국, (아테네 수도권과 아티키 지역, 그리스 중부, 펠로폰네소스 반도, 에피루스, 테살리, 에게해 군도, 마케도니아, 그리고 크레타 섬에 집중적으로) 키프로스, 그리고 그리스계 해외 거주민들 사이에 대규모 팬베이스를 두고 있다. 팬 설문 조사에 따르면 파나티나이코스의 주 라이벌로는 올림피아코스(36%)를 꼽고 있으며, AEK와 PAOK (각 13%) 도 라이벌 구단으로 분류되기도 한다.
파나티나이코스 서포터들은 그리스 축구 역사상 시즌권 최다 판매 기록 (2010년 31,091장) 과 한 시즌 최다 평균 관중 (1985-86 시즌 44,942명) 기록을 겸비하고 있다.
파나티나이코스의 주 서포터 조직은 13번 출입구 (Θυρα 13, 1966년 설립) 로 알려져 있는데, 그리스와 키프로스를 통틀어 80개의 하위 서포터 클럽으로 조직되어 있다. 13번 출입구의 응원 도구로는 녹색 홍염, 크고 작은 녹색 깃발, 배너중에서도 특해 화려하고 큰 동작이 수반된 것, 시끄럽고 지속적인 응원가 등이 있다. 13번 출입구은 시대를 걸쳐 클럽의 일부가 되어 결정에 영향을 주고, 어느 경우던지 간에 클럽의 결정을 따른다.
13번 출입구는 울트라스 라피트 빈과 밀접한 관계를 맺고 있다.

## 응원가
파나티나이코스의 현재 공식 응원가는 "위대한 클럽" (그리스어: Σύλλογος μεγάλος) 으로도 알려져 있다. 응원가는 1958년에 처음 제작되었다. 작곡가는 요르고스 무자키스로, 당대 유명 음악가이자 트럼펫 연주자이며, 작사는 요르고스 오이코노미디스가 했다. 레안드로스 파파타나시우가 이 곡을 처음에 불렀고, 나중에 얀니스 보야치스도 응원가를 불렀다.
작사 / 작곡가에 따르면, 파나티나이코스가 경기에서 승리한 후에 아포스톨로스 니콜라이디스에서 자리를 뜰때 이 곡을 만들었다고 했다. 오이코노미디스는 가사의 일부를 담배곽에 적었고, 이후 무자키스가 작곡했다.
역사적으로, 파나티나이코스의 초창기 응원가 작사는 코스타스 코피니오티스 (가사) 가 했고, 얀니스 벨라스 (음악) 가 작곡했다. 파노스 코키노스가 응원가를 노래했다.
| Σύλλογος μεγάλος δεν υπάρχει άλλος δεν υπάρχει άλλος πιο δυναμικός Και χιλιάδες φίλοι μόλις δουν τριφύλλι ζήτω λένε ο Παναθηναϊκός! Παναθηναϊκέ, Παναθηναϊκέ, Παναθηναϊκέ μεγάλε και τρανέ. Παναθηναϊκέ, Παναθηναϊκέ, πρωταθλητή σ' όλα τα σπορ παντοτινέ. Σ' έχουνε δοξάσει οι γνωστοί σου άσοι που λεβέντες είναι όλοι με καρδιά. Χαίρεται η Ελλάδα που 'χει τέτοια ομάδα, που της νίκης έχει πάντα τα κλειδιά. Παναθηναϊκέ, Παναθηναϊκέ, Παναθηναϊκέ μεγάλε και τρανέ. Παναθηναϊκέ, Παναθηναϊκέ, πρωταθλητή σ' όλα τα σπορ παντοτινέ. | Sýllogos megálos den ypárchei állos den ypárchei állos pio dynamikós Kai chiliádes fíloi mólis doun trifylli Zíto léne o Panathinaïkós! Panathinaïké, Panathinaïké, Panathinaïké megále kai trané. Panathinaïké, Panathinaïké, protathlití s' óla ta stor pantotiné. S' échoune doxásei oi grostoí sou ásoi pou mebéntes eínai óloi me kardiá. Chaíretai i Elláda pou 'chei tétoia omáda, pou tis níkis échei pánta ta kleidiá. Panathinaïké, Panathinaïké, Panathinaïké megále kai trané. Panathinaïké, Panathinaïké, protathlití s' óla ta stor pantotiné. | 그 어느 클럽보다도 위대한 클럽 그 어느 클럽도 이보다 역동적일수 없네 그리고 수천명의 팬들이 토끼풀을 보자 그들은 외치네: 힘내라 파나티나이코스! 파나티나이코스, 파나티나이코스, 파나티나이코스 크고 영광스럽네. 파나티나이코스, 파나티나이코스, 영원한 모든 종목의 챔피언. 당신의 유명 선수들로 영광을 얻었네 강인한 심장을 가진 강한 선수들로. 그리스는 이 팀을 가진 것에 자랑스러워 하네, 이기는 방법을 아는 팀을. 파나티나이코스, 파나티나이코스, 파나티나이코스 크고 영광스럽네. 파나티나이코스, 파나티나이코스, 영원한 모든 종목의 챔피언. |

## 통계 및 기록

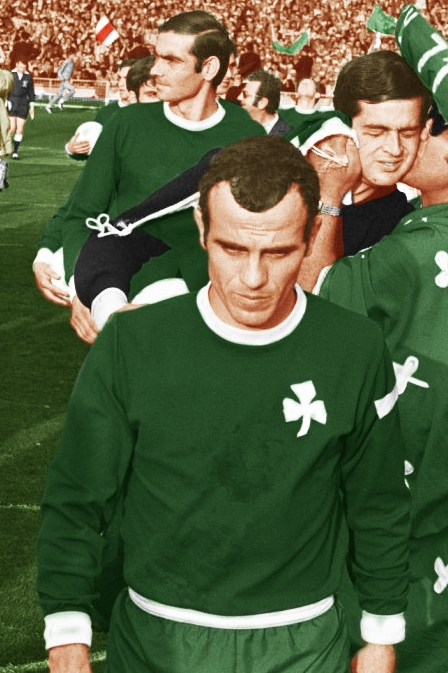
장군 미미스 도마조스

미미스 도마조스는 파나티나이코스의 출장 기록을 보유하고 있는데, 1959년과 1980년 사이 502번의 1군 경기에 출전했다. 스트라이커 크시슈토프 바지하가 그 바로 뒤인 2위를 기록하며, 390경기에 나왔다. 최다 출전 기록을 가진 골키퍼는 타키스 이코노모풀로스로 경기에 303번 출전했다.

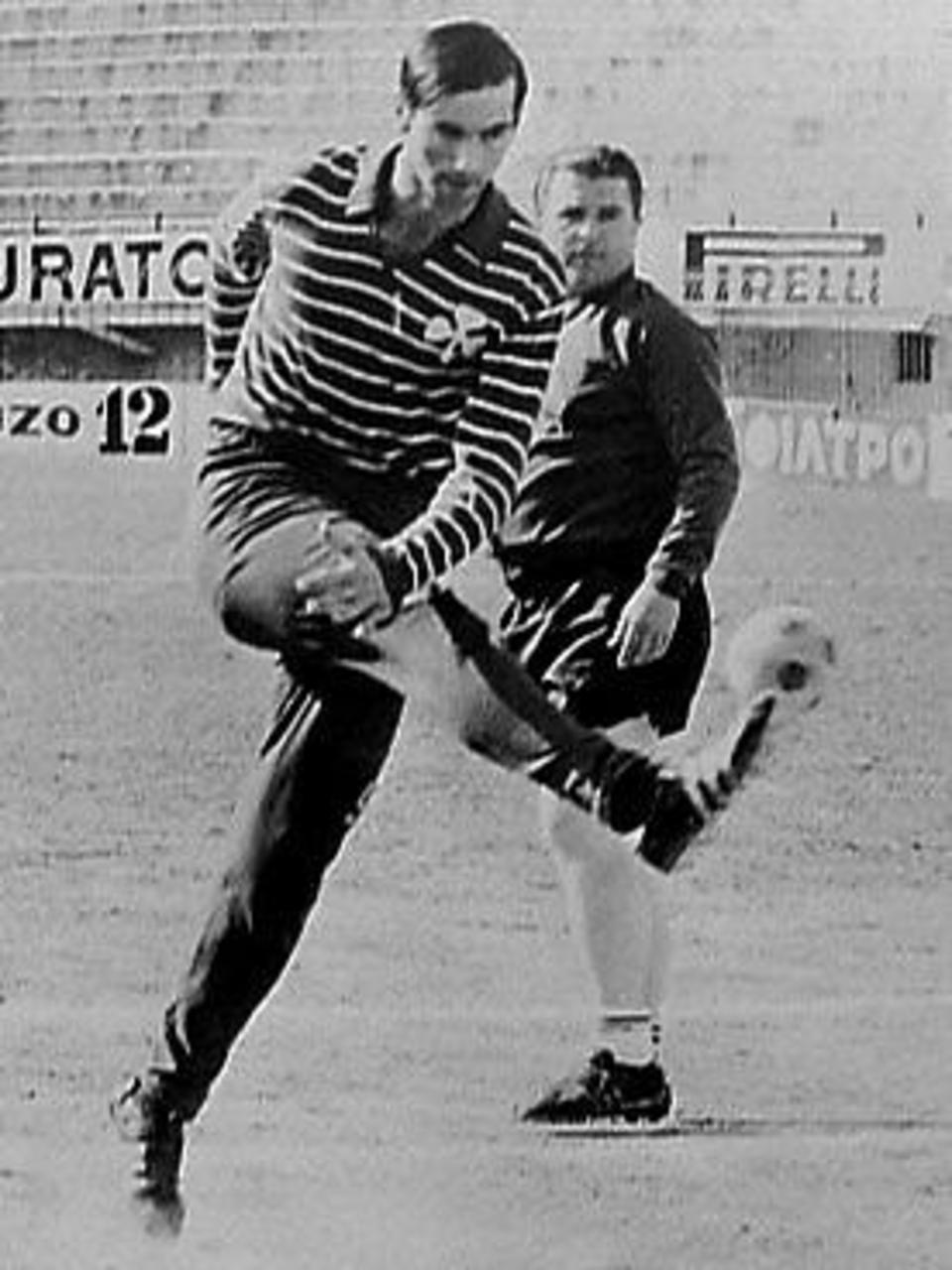
안토니스 안토니아디스는 푸슈카시 페렌츠의 지도 하에 유러피언컵 1970-71의 득점왕과 그리스 리그 득점왕을 5차례 차지했다.

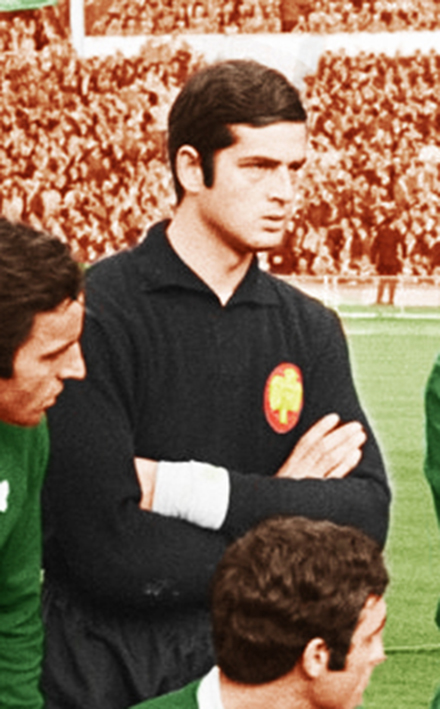
타키스 이코노모풀로스

크시슈토프 바지하는 1989년부터 2004년까지의 모든 대회를 통틀어 288골을 기록해 클럽 역사상 최다 득점을 기록한 선수로, 1998년 1월에 안토니스 안토니아디스가 종전에 기록한 180골 기록을 경신했다.
파나티나이코스가 기록한 최다 홈 관중은 74,493명으로, 1986년, 스피로스 루이스에서 열린 AEK와의 그리스 리그 경기에서 기록했다. 파나티나이코스가 아포스톨로스 니콜라이디스 경기장에서 기록한 최다 관중 기록은 1967년, 29,665명이 관전한 파나티나이코스와 바이에른 뮌헨간의 컵위너스컵 경기에서 기록되었다.
파나티나이코스는 그리스 축구 역사상 1부 리그에서 무패 우승을 거둔 유일한 클럽이다. 팀은 이 업적을 1963-64 시즌에 달성했다.
| 선수                    | 국적   | 골  |
| ----------------------- | ------ | --- |
| 크시슈토프 바지하       | 폴란드 | 244 |
| 안토니스 안토니아디스   | 그리스 | 180 |
| 미미스 도마조스         | 그리스 | 134 |
| 디미트리스 사라바코스   | 그리스 | 128 |
| 코스타스 엘레프테라키스 | 그리스 | 85  |

| 선수                  | 국적   | 출전 |
| --------------------- | ------ | ---- |
| 미미스 도마조스       | 그리스 | 504  |
| 크시슈토프 바지하     | 폴란드 | 390  |
| 코스타스 안토니우     | 그리스 | 320  |
| 안티모스 카프시스     | 그리스 | 319  |
| 프란기스코스 수르피스 | 그리스 | 311  |

원 클럽 맨
| 선수                  | 국적   | 포지션 | 데뷔   | 은퇴   |
| --------------------- | ------ | ------ | ------ | ------ |
| 반겔리스 파나키스     | 그리스 | FW     | 1950년 | 1965년 |
| 안티모스 카프시스     | 그리스 | DF     | 1969년 | 1984년 |
| 야니스 구마스         | 그리스 | DF     | 1994년 | 2009년 |
| 얀니스 파판토니우     | 그리스 | MF     | 1945년 | 1958년 |
| 프란기스코스 수르피스 | 그리스 | DF     | 1962년 | 1973년 |

## 역대 성적

### 국내 대회
- 범그리스 리그 / 알파 에트니키 / 수페르리가 엘라다 우승 20회[38][39][40][41]
  - 우승: 1929-30, 1948-49, 1952-53, 1959-60, 1960-61, 1961-62, 1962-63, 1963-64, 1964-65, 1968-69, 1969-70, 1971-72, 1976-77, 1983-84, 1985-86, 1989-90, 1990-91, 1994-95, 1995-96, 2003-04, 2009-10
- 그리스 컵 우승 18회[40][41][42]
  - 1939-40, 1947-48, 1954-55, 1966-67, 1968-69, 1976-77, 1981-82, 1983-84, 1985-86, 1987-88, 1988-89, 1990-91, 1992-93, 1993-94, 1994-95, 2003-04, 2009-10, 2013-14
- 더블 달성 8회[40] (비공식)
  - 1968-69, 1976-77, 1983-84, 1985-86, 1990-91, 1994-95, 2003-04, 2009-10
- 그리스 슈퍼컵
  - 우승:  1988, 1993, 1994
- SEGAS / FCA 범그리스 리그 6회 우승 (기록)[43]
  - 우승: 1908-09, 1910-11, 1911-12, 1914-15, 1920-21, 1921-22 (축구 클럽 아테네와 범아테네 축구 클럽의 명칭으로 우승)
- SEGAS 범그리스 컵 2회 우승 (기록)
  - 우승: 1908, 1918 (축구 클럽 아테네와 범아테네 축구 클럽의 명칭으로 우승)
- 대그리스 컵 1회 우승
  - 우승: 1970
- 아테네 축구 클럽 협회 리그 17회 우승 (기록, 지역 대회)[44]
  - 1925, 1926, 1927, 1929, 1930, 1931, 1934, 1937, 1939, 1949, 1952, 1953, 1954, 1955, 1956, 1957, 1959

### 유럽대항전
- 유러피언컵 / UEFA 챔피언스리그
  - 준우승: 1970-71[45]
- 발칸컵 1회 우승[46]
  - 우승: 1977

### 국제 대회
- 인터콘티넨털컵:[47]
  - 준우승: 1971

### 유소년팀
- 그리스 아마추어컵1 2회 우승
  - 우승: 1994, 1995
- 아테네 컵1 2회 우승
  - 우승: 1993, 1994
- 그리스 U-21 리그 2회 우승
  - 우승: 2005, 2012
- 그리스 U-18 리그 1회 우승
  - 우승: 2009

1 파나티나이코스 U-21팀 (혹은 파나티나이코스 아마추어, 당시 명칭)의 아마추어 선수들이 출전한 대회

## 선수

### 현재 선수 명단
2024년 10월 10일 기준

참고: FIFA 자격 규정에 따라 소속된 국가대표팀 국기를 표시합니다. 선수는 복수의 FIFA 비회원국 국적을 가지고 있을 수 있습니다.
| 번호 | 포지션 | 국적 | 이름                          |
| ---- | ------ | ---- | ----------------------------- |
| 2    | DF     |      | 파나요티스 스피로풀로스       |
| 3    | DF     |      | 디아만티스 후후미스           |
| 12   | DF     |      | 니코스 마리나키스             |
| 16   | MF     |      | 바실리스 앙겔로풀로스         |
| 17   | FW     |      | 발미르 베리샤 (로마에서 임대) |

| 번호 | 포지션 | 국적 | 이름                            |
| ---- | ------ | ---- | ------------------------------- |
| 18   | MF     |      | 흐리스토스 도니스               |
| 22   | MF     |      | 와심 부이 (유벤투스에서 임대)   |
| 28   | MF     |      | 얀니스 스타마타키스             |
| 31   | DF     |      | 흐리스토스 부르보스             |
| 35   | GK     |      | 알렉산드로스 아나그노스토풀로스 |
| 61   | GK     |      | 콘스탄티노스 코차리스           |

- 베르나르드 (2022 ~ )

### 임대 선수 명단
참고: FIFA 자격 규정에 따라 소속된 국가대표팀 국기를 표시합니다. 선수는 복수의 FIFA 비회원국 국적을 가지고 있을 수 있습니다.
| 번호 | 포지션 | 국적 | 이름                             |
| ---- | ------ | ---- | -------------------------------- |
| —    | GK     |      | 네스토라스 게카스 (→ 포스티라스) |
| —    | GK     |      | 알렉산드로스 타바키스 (→ 펜로)   |

| 번호 | 포지션 | 국적     | 이름                                 |
| ---- | ------ | -------- | ------------------------------------ |
| —    | DF     |          | 스피로스 리스바니스 (→ 파니오니오스) |
| —    | MF     | 알바니아 | 말딘 이메라이 (→ 포스티라스)         |

### U–20팀 선수 명단
참고: FIFA 자격 규정에 따라 소속된 국가대표팀 국기를 표시합니다. 선수는 복수의 FIFA 비회원국 국적을 가지고 있을 수 있습니다.
| 번호 | 포지션 | 국적 | 이름                            |
| ---- | ------ | ---- | ------------------------------- |
| —    | GK     |      | 콘스탄티노스 코차리스           |
| —    | GK     |      | 소크라티스-요르고스 바실라스    |
| —    | DF     |      | 디미트리오스 미르티아노스       |
| —    | DF     |      | 앙겔로스 줄리스                 |
| —    | DF     |      | 안드레아스 시로스               |
| —    | DF     |      | 마리오스 차눌리노스             |
| —    | DF     |      | 니코스 아타나소풀로스           |
| —    | DF     |      | 알렉산드로스 트리안타필로풀로스 |
| —    | DF     |      | 아포스톨로스 발라추라스         |
| —    | DF     |      | 요르고스 세르빌라키스           |
| —    | DF     |      | 하랄람포스 스트라티기스         |
| —    | MF     |      | 바실리스 앙겔로풀로스           |
| —    | MF     |      | 파스할리스 스타이코스           |

| 번호 | 포지션 | 국적     | 이름                          |
| ---- | ------ | -------- | ----------------------------- |
| —    | MF     |          | 요르고스 앙겔로풀로스         |
| —    | MF     |          | 미하일 니우만                 |
| —    | MF     |          | 아나스타시오스 하치요반니스   |
| —    | MF     |          | 요르고스 요바니스             |
| —    | MF     |          | 알렉시오스 투루키스           |
| —    | FW     |          | 발미르 베리샤 (로마에서 임대) |
| —    | FW     |          | 라자로스 람프루               |
| —    | FW     |          | 타나시스 게로콘스탄티스       |
| —    | FW     |          | 알렉산드로스 자페이라키스     |
| —    | FW     | 알바니아 | 마리오 바미하                 |
| —    | FW     | 알바니아 | 크리스티 사라지               |
| —    | FW     |          | 스피로스 파파니콜라우         |

### 영구 결번
- 13 –  13번 출입구 (1966–현재)

## 스태프

### 보드진

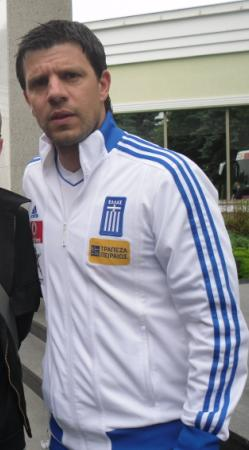
현재 단장을 맡고 있는 타키스 피사스는 2004년에 파나티나이코스에서 우승을 거두었고, 같은 해에 그리스 국가대표팀 일원으로 참가한 UEFA 유로 2004에서도 우승을 거두었다.

| 지위            | 이름 |
| --------------- | --- |
| 회장            | 마노스 마브로코쿠라키스 |
| 명예 회장       | 아힐레아스 마크로풀로스 |
| 제1 부회장      | 바실리스 콘스탄티누 |
| 제2 부회장      | 스트라토스 소필리스 |
| 단장            | 타키스 피사스 |
| 부서 코디네이터 | 디미트리스 사라바코스 |
| 기술 디렉터     | 레오니다스 보콜로스 |
| 팀 매니저       | 그리고리스 파파바실레이우 |
| 스태프          | 게오르게 카라나소스 디미트리스 베르베소스 아타나시오스 카이메나키스 안토니스 안토니아디스 알렉산드로스 리스바스 일리아스 미할라리아스 타키스 이코노모풀로스 |

### 코칭스태프
| 지위                 | 이름 | 국적       |
| -------------------- | --- | ---------- |
| 감독                 | 후이 비토리아                                                                                           | 포르투갈   |
| 수석코치             | |            |
| 체력코치             | |            |
| 골키퍼 코치          | |            |
| 아카데미 기술 디렉터 | 얀니스 사마라스                                                                                         | 그리스     |
| 아카데미 코디네이터  | 헹크 헤르더르                                                                                           | 네덜란드   |
| 의료진               | |            |
| 의료진               | 니코스 추루디스 미하엘 파파미하일 바실리오스 오이코노미디스 아르세니스 콘토스 콘스탄티노스 데프테레오스 | 그리스     |
| 스카우터             | |            |
| 스카우터             | 디미트리스 마르코스 요르고스 파멜리스                                                                   | 그리스     |
| 스카우터             | 레네 헨릭센                                                                                             | 덴마크     |
| 스카우터             | 후안 라몬 로차                                                                                          | 아르헨티나 |

|  |  |  |

## 같이 보기
- 파나티나이코스 AO
- 파나티나이코스 BC
- 유럽 클럽 협회